# Sockerraffinaderiet Öresund
Sockerraffinaderiet Öresund var en anläggning för sockerproduktion i Lund.

## Historik
Den danske industrimannen Vilhelm Jørgensen, som ägde kryolitfabriken Øresund i Köpenhamn, hade 1882 köpt utrustning för att rena råsocker. Verksamheten startade i liten skala i Malmö 1883. Det man tillverkade var krossad melis, en typ av strösocker. Fabriken fick en ny disponent, Wilhelm Westrup 1886.  
År 1888 upphörde verksamheten i Malmö och företaget flyttade in i en fabriksbyggnad på Spoletorp i Lund där man under det första året raffinerade 430 ton råsocker. År 1890 ombildades företaget till ett aktiebolag med namnet Aktiebolaget Sockerraffinaderiet Öresund. Åren 1891-1893 utbyggdes fabriken och började tillverka olika sockersorter. Vatten togs från en brunn vid Höje å genom en två kilometer lång ledning. Westrup var också en drivande kraft vid anläggningen av Svedala sockerbruk år 1894. 
När Arlövs sockerbruk brann ned den 5 januari 1896, fick Öresund ett kraftigt uppsving och 1896-1898 genomfördes ännu en stor utbyggnad. Efter utbyggnaden hade fabriken fem centrifuger och 20 benkolsfilter som vardera rymde 3 000 kg benkol. År 1907 uppgick fabriken i Svenska Sockerfabriks AB och år 1913 lades den ned.
| Titel         | Namn                   | Bostadsort |
| ------------- | ---------------------- | ---------- |
| grosshandlare | L.M. Westrup           | Lund       |
| disponent     | J. Wilhelm. M. Westrup | Lund       |
| fabrikör      | Carl C. T. Jensen      | Lund       |
| ingenjör      | F.A. Holmgren          | Lund       |
| grosshandlare | A.G. Lindgren          | Ystad      |

| Produkt                 | antal ton |
| ----------------------- | --------- |
| Sockertoppar            | 1 397     |
| Bitsocker               | 153       |
| Kaksocker               | 51        |
| Krossad melis           | 987       |
| Pudersocker             | 190       |
| BB kross                | 248       |
| Malen melis             | 27        |
| Farinsocker och Bastard | 377       |
| Melass                  | 257       |